# Anker Jørgensen
Anker Henrik Jørgensen (13. července 1922 Kodaň – 20. března 2016) byl dánský sociálnědemokratický politik. V letech 1972–1973 a 1975–1982 byl premiérem Dánska. V této době vedl pět kabinetů. V letech 1973–1987 vedl dánskou sociálnědemokratickou stranu (Socialdemokraterne).

## Politika
V roce 1976 snížil věk zletilosti z 20 na 18 let, kteroužto změnu potvrdilo referendum roku 1978. Pro bylo 53.8% voličů. Přivedl zemi do Evropského hospodářského společenství (vstup prosadil jeho předchůdce Jens Otto Krag). Rozvinul široce dánský sociální stát, avšak na úkor značného zvýšení státního dluhu. Jeho popularita byla založena na zemitosti a lidovosti, typické například bylo, že se nikdy nenastěhoval do sídla dánských premiérů v Marienborgu, ale zůstal se svou ženou v malém bytě v dělnické čtvrti Kodaně. Mezinárodně se stal známý díky cestě do Iráku v roce 1992, kdy se Saddámem Husajnem dohodl propuštění skupiny dánských rukojmí.